# Morten Løkkegaard
Morten Løkkegaard (ur. 20 grudnia 1964 w Helsingørze) – duński polityk i dziennikarz, poseł do Parlamentu Europejskiego VII, VIII, IX i X kadencji, deputowany krajowy.

## Życiorys
Z wykształcenia dziennikarz. Karierę zawodową rozpoczął pod koniec lat 80. w dzienniku "Jyllands-Posten", publikował w dziale ekonomicznym. Od 1990 do 2005 pozostawał zatrudniony w Danmarks Radio, publicznym nadawcy radiowym i telewizyjnym. Od 1996 prowadził także programy polityczne i rozrywkowe w TV-Avisen. Po 2005 zajął się działalnością doradczą w zakresie komunikacji, produkował także programy rozrywkowe dla stacji komercyjnych.
W wyborach w 2009 z listy liberalnej partii Venstre uzyskał mandat posła do Parlamentu Europejskiego VII kadencji. W PE przystąpił do grupy Porozumienia Liberałów i Demokratów na rzecz Europy. Mandat wykonywał do 2014. Rok później został wybrany na posła do Folketingetu. W 2016 powrócił do sprawowania mandatu europosła w miejsce Ulli Tørnæs. W 2019 i 2024 z powodzeniem ubiegał się o reelekcję.